# Like Weather
Albums de Leila
(Leila Arab)
Courtesy of Choice
(2000)
Like Weather est le premier album de Leila, paru en 1998 chez Rephlex Records.
Like Weather, le premier album attendu d’une musicienne-bricoleuse hors du commun, est fidèle à l'esprit IDM décalé de son label. On y rencontre de brefs morceaux lo-fi, des voix bidouillées (Don't Fall Asleep), des symphonies tronquées (Space Love), des merveilles minimalistes (Underwaters), sorte d'Erik Satie version électronique. L'atout de Leila, ce sont aussi les voix magnifiques qui viennent hanter ses morceaux : Roya Arab, sa sœur (qui chante aussi sur le Londinium d'Archive), Donna Paul, et surtout Luca Santucci dont la sienne éraillée et merveilleusement soul est sur la moitié de l'album, surtout sur le morceau très accrocheur Won't You Be My Baby, Baby.
Cet album fait penser à la fois aux travaux musicaux de Björk, Aphex Twin et bien sûr de Tricky ou Massive Attack.
Un vinyl de 7 pouces rare était offert avec l'album Like Weather pour tous ceux qui avaient fait la pré-commande chez Rephlex, ce vinyl contient un morceau par face. Le morceau de la face A est inclus dans Rephlexions! An Album of Braindance!. Tirage limité à 1000 exemplaires.

## Liste des morceaux
| No  | Titre                      | Artiste(s) additionnel(s)                          | Durée |
| --- | -------------------------- | -------------------------------------------------- | ----- |
| 1.  | Something                  | Voix : Luca Santucci                               | 1:29  |
| 2.  | Don't Fall Asleep          | Voix : Luca Santucci                               | 3:27  |
| 3.  | Underwaters (One for Keni) |                                                    | 3:24  |
| 4.  | Feeling                    | Voix : Donna Paul                                  | 4:40  |
| 5.  | Blue Grace                 | Flute [Alto] : Dan Lipman Voix : Roya Arab         | 4:07  |
| 6.  | Space Love                 | Arrangé par Akbar Ali Violon [Outro] : Benet Walsh | 4:57  |
| 7.  | Knew                       | Voix : Luca Santucci                               | 1:18  |
| 8.  | Melodicore                 |                                                    | 5:21  |
| 9.  | So Low... Amen             | Voix : Luca Santucci                               | 6:15  |
| 10. | Misunderstood              | Voix : Donna Paul                                  | 3:31  |
| 11. | Piano String               |                                                    | 2:33  |
| 12. | Won't You Be My Baby, Baby | Trompette : Gabriel Walsh Voix : Luca Santucci     | 4:09  |
| 13. | Away                       | Voix : Luca Santucci                               | 3:04  |

## Fiche
- Catalogue : CAT 056 CD / LP
- Format : CD / LP
- Pays : Angleterre
- Style : IDM, trip hop, ambient, drill'n'bass, electronica,  expérimental

## Source
- http://www.popnews.com/popnews/leila/